# Hilarolea incensa
Hilarolea incensa är en skalbaggsart som först beskrevs av Perty 1832.  Hilarolea incensa ingår i släktet Hilarolea och familjen långhorningar. Inga underarter finns listade i Catalogue of Life.